# Маратс Касемс
Маратс Касемс е латвийски журналист и бивш главен редактор на „Спутник Литва“, медия, контролирана от руската държавна агенция „Россия Сегодня“. Известен е с участието си в руските медии, политическата си активност в Латвия и съдебните процеси, свързани с националната сигурност.
През 2019 г. литовските власти го обявяват за персона нон грата и му забраняват влизането в страната за период от пет години, позовавайки се на опасения за националната сигурност.

## Арест и съдебен процес в Латвия
На 30 декември 2022 г. Касемс е арестуван от Държавната служба за сигурност на Латвия при завръщането си в страната. Обвинен е в подпомагане на чужда държава в действия срещу Латвийската република, съгласно член 84 от Наказателния кодекс на Латвия. Също така е заподозрян в нарушаване на санкции на Европейския съюз срещу Русия и шпионаж.
През април 2023 г. е освободен под гаранция и му е забранено да напуска страната. През юли 2023 г. е признат за виновен и е осъден на глоба от 15 500 евро, като се вземат предвид признанието му и проявеното разкаяние.